# Людвіг Беккер
Людвіг Беккер (нім. Ludwig Becker; 22 серпня 1911, Дортмунд — 26 лютого 1943, Схірмонніког) — німецький льотчик-ас нічної винищувальної авіації, гауптман резерву люфтваффе. Кавалер Лицарського хреста Залізного хреста з дубовим листям.

## Біографія
В 1934 році вступив в люфтваффе. Вперше взяв участь у повітряному бою в 1939 році на Заході. Влітку 1940 року переведений в 2-у групу 1-ї ескадри нічних винищувачів. В ніч на 16 червня 1940 року Беккер, який літав на Do 17Z-10, здобув першу в історії люфтваффе нічну перемогу. Зробив великий внесок у розвиток тактики нічного бою. 10 серпня 1941 року першим із льотчиків нічної винищувальної авіації здійснив перехоплення цілі за допомогою бортового радара. В період із 12 серпня по 30 вересня 1941 року знищив 5 британських бомбардувальників. Восени 1941 року призначений командиром 12-ї ескадрильї 2-ї ескадри нічних винищувачів. Загинув під час денного перехоплення над Північним морем групи важких американських бомбардувальників.
Всього за час бойових дій здійснив 300 бойових вильотів та здобув 46 перемог.

## Нагороди
- Нагрудний знак пілота (1 листопада 1935)
- Медаль «За вислугу років у Вермахті» 4-го класу (4 роки)
- Медаль «У пам'ять 13 березня 1938 року» (16 грудня 1938)
- Залізний хрест
  - 2-го класу (3 липня 1940)
  - 1-го класу (1 жовтня 1941)
- Авіаційна планка нічного винищувача в золоті з підвіскою «300»
  - в сріблі (1 червня 1941)
  - в золоті (1 жовтня 1941)
- 4 рази відзначений у Вермахтберіхт
  - «Минулої ночі ворог слабкими силами скинув бомби на північно-західне німецьке узбережжя. Було пошкоджено будинок. 4 атакуючі британські бомбардувальники були збиті. Тут оберлейтенант Беккер одержав свою дев'яту, десяту та одинадцяту нічні перемоги.» (21 січня 1942)
  - «Минулої ночі ворог скинув фугасні та запальні бомби на декілька місць у Західній Німеччині. Мирне населення зазнало втрат убитими і пораненими. Окремі ворожі літаки долетіли до південної частини Рейху. Нічні винищувачі та зенітна артилерія збили 8 атакуючих бомбардувальників. Тут оберлейтенант Беккер здобув свою 15-ту і 16-ту нічні перемоги.» (26 березня 1942)
  - «Минулої ночі оберлейтенант Беккер здобув свої з 20-ї по 22-гу нічні перемоги» (7 червня 1942)
  - «Оберлейтенант Беккер здобув свою 25-ту нічну перемогу.» (26 червня 1942)
- Почесний Кубок Люфтваффе (2 березня 1942)
- Німецький хрест в золоті (24 квітня 1942)
- Лицарський хрест Залізного хреста з дубовим листям
  - лицарський хрест (1 липня 1942) — за 25 нічних перемог.
  - дубове листя (№ 198; 26 лютого 1943, посмертно) — за 46 нічних перемог.